# Théâtre des Gobelins
Théâtre des Gobelins bylo divadlo v Paříži. Nacházelo se ve 13. obvodu na Avenue des Gobelins v domě č. 73. Bylo otevřeno v roce 1869, v roce 1934 bylo přeměno na kino společnosti Pathé. V roce 2003 bylo uzavřeno a roku 2010 byla budova stržena kromě fasády, která je památkově chráněná, neboť ji vyzdobil Auguste Rodin.

## Historie
Divadlo bylo postaveno v roce 1869 podle návrhu architekta Alfonse Cusina. Sochařskou výzdobu průčelí vytvořil mladý student École nationale supérieure des beaux-arts Auguste Rodin. Postavy představují drama (muž) a komedii (žena). Fasáda byla zapsána mezi historické památky v roce 1977.
Divadlo mělo kapacitu 800 míst. V roce 1934 bylo přeměněno na kino. V roce 1993 bylo kino přestavěno na dva sály. Dne 18. listopadu 2003 bylo uzavřeno a sloužilo jako sklad sousedního kina.
V roce 2010 začaly stavební práce, které trvaly do roku 2013. Stavba byla celá stržena kromě památkově chráněné fasády. Nová budova podle plánů Renza Piana slouží Fondation Jérôme Seydoux-Pathé, která je výzkumným a dokumentačním centrem v oblasti dějin kinematografie.